# Українсько-в'єтнамські відносини
Українсько-в'єтнамські відносини — дипломатичні відносини між Україною і В'єтнамом. В'єтнам визнав незалежність України 27 грудня 1991. Дипломатичні відносини встановлені 23 січня 1992. Посольство В'єтнаму в Україні відкрилось в 1993. Посольство України у В'єтнамі відкрилось в 1997.